# Cratere Teisserenc de Bort
Teisserenc de Bort  è un cratere sulla superficie di Marte.
È intitolato al meteorologo francese Léon Philippe Teisserenc de Bort.